# Принцрегентентеатр
Принцрегентентеатр (нем. Prinzregententheater, первоначально нем. Prinz-Regenten-Theater, Театр принца-регента) — концертный зал и оперный театр на Принцрегентенплац в Мюнхене, Германия.

## История
По инициативе Эрнста фон Поссарта театр был построен на Принцрегентенштрассе как фестивальный зал для опер Рихарда Вагнера недалеко от района, где аналогичный проект короля Людвига II потерпел неудачу несколько десятилетий назад. Названный в честь Луитпольда, принца-регента Баварии, здание было спроектировано Максом Литтманном и открыто 21 августа 1901 года постановкой «Нюрнбергские мейстерзингеры» Рихарда Вагнера. Как и Байройтский фестивальный театр, зрительный зал был спроектирован в соответствии со спецификациями Вагнера, но ложи заменили амфитеатром.
После разрушения Национального театра во время Второй мировой войны в Принцрегенттентеатре с 1944 по 1963 год размещалась Баварская государственная опера, хотя он также пострадал во время войны и не был отремонтирован до 1958 года. После реконструкции в 1988 году Принцрегенттентеатр вмещал 1122 места и также служил Баварской государственной театральной академии, а сейчас здесь находится Баварская театральная академия, основанная Августом Эвердингом. Другой театр в здании, Академитеатр (нем. Akademietheater ) вмещает 300 мест.